# Revolutionair Socialistische Vrouwenbond
De (Onafhankelijke) Revolutionair Socialistische Vrouwen Bond (RSVB) was een Nederlandse revolutionair-socialistische bond die bestond van 1917-1921. De hierbij aangesloten vrouwen streden tegen imperialisme en militarisme en streefden naar een socialistische samenleving door middel van revolutie.

## Geschiedenis
In een tijd waarin verschillende vrouwenclubs waren ontstaan die weinig samenwerking met elkaar zochten, was het de door Hendrika van Zelm opgerichte Vrouwenvereniging tegen den oorlog en zijn gevolgen De Pionier die in 1916 het initiatief nam om een landelijke bond op te richten. Als gevolg ontstond op 8 (of 6) april 1917 de (Onafhankelijke) Revolutionair Socialistische Vrouwen Bond. De bond telde ongeveer 460 leden verspreid over 13 afdelingen. De voorzitter was Hendrika van Zelm-van den Berg (1874-1961). Christina Timmer was secretaris. 

### De Voorbode
De RSVB gaf een tweewekelijks blad uit, genaamd De Voorbode. De redactie bestond aanvankelijk uit de SDP-leden Henriette Roland Holst, Hendrika van Zelm en de christensocialiste Truus Kruyt. Over de strijd voor emancipatie en gelijke rechten werd in De Voorbode niet veel gesproken. Het ‘levensrecht’ was veel belangrijker, een menswaardig bestaan van de vrouw dat pas in een socialistische maatschappij verwezenlijkt kon worden en waarvoor alle vrouwen zich in moesten zetten. Het verkrijgen van vrouwenkiesrecht zou een stap in de goede richting zijn, maar geen noemenswaardig verschil maken. Binnen de RSVB bestond er dus scepsis over daadwerkelijke verbetering van de positie van de vrouw door invoering van vrouwenkiesrecht. Pas na de maatschappelijke omwenteling van de economische en politieke verhoudingen zou ook de positie van de vrouw veranderen.

### Acties
De vrouwen binnen de RSVB voerden actie tegen de duurte, schaarste en rantsoenering tijdens de Eerste Wereldoorlog en zetten zich in voor een betere levensmiddelenvoorziening. Een bekend voorbeeld van protest tegen de gebrekkige voedselvoorziening was het aardappeloproer van juli 1917, waarbij de vrouwen een belangrijke rol speelden. Naast het ondersteunen van de voedselactiviteiten en dienstweigeraars, bood de RSVB ook steun bij stakingen. De strijd van de revolutionair-socialisten moest gevoerd worden door betoging, staking en onruststokerij.
Na een jaar was het ledental van de RSVB flink toegenomen. In april 1918 waren er ongeveer 1.100 leden en 25 afdelingen door heel Nederland. De Voorbode kende in deze tijd 600 abonnees en een oplage van 2.000 stuks die door colportage werden verkocht. Het hoogste aantal afdelingen dat de RSVB heeft gekend was 30. Het ledenaantal bleef echter altijd beduidend minder dan het grote aantal leden van de Bond van Sociaal-Democratische Vrouwenclubs, waartegen de revolutionair-socialisten zich fel afzetten.
Al snel na de oprichting ontstond er onenigheid tussen de vrije socialisten en de communisten binnen de vrouwenbond. Dit werd veroorzaakt door verschil tussen de interpretaties van de situatie in het Rusland van na de revolutie. De kloof werd steeds groter en uiteindelijk (vermoedelijk in 1920) verliet Christina Timmer (als vrije socialist) met haar aanhang de bond, en richtte ze de Onafhankelijke Revolutionaire Vrouwen Bond (ORVB) op. De scheiding tussen de RSVB en de ORVB was op principiële gronden tot stand gekomen.

### Maatschappelijk belang
Ondanks dat de RSVB niet actief voor vrouwenkiesrecht of emancipatie streed, kwamen veel vrouwen die lid waren van de bond binnen andere organisaties op voor hun eigen rechten en die van anderen. Hoewel de revolutionaire vrouwenbonden (zowel de RSVB als de ORVB) in de jaren twintig zijn verdwenen, heeft de RSVB wel bijgedragen aan het op de voorgrond plaatsen van vrouwen binnen de bredere linkse beweging.